# 村田満
村田 満（むらた みつる、1939年1月10日 - 2025年1月4日）は兵庫県出身の「鮎釣り名人」として知られる人物。大阪市東成区で銭湯を営んでいた。愛称は「満 (まん）さん」。

## 来歴
- 兵庫県尼崎市で生まれる。
- 1954年、父の事業失敗で大阪市東成区に転居。
- 1959年、大阪府立大学農業短期大学部を卒業後、鉄工会社へ就職。
- 1964年、夫人と結婚。家業の銭湯を継ぐ。この年から鮎釣りを始める。
- 鮎釣りを本格的に初めて18年たった1982年、報知アユ釣り名人になる。以後、ダイワ鮎マスターズなどの大会を席巻。鮎釣りブームの牽引役となる。
- 島田紳助と交友があり、紳助司会の番組に多く登場していた。
- 釣り番組などのメディアにも登場し飄々としたキャラを披露することがあるが、一般的に知られるようになったのは、くじらが「博士と助手〜細かすぎて伝わらないモノマネ選手権〜」で村田のものまねをしたことからである。
- 2008年6月18日放送の「クイズ!ヘキサゴンII」で板東英二の持つ68歳の水落ち最高年齢記録を1歳更新し史上最高齢69歳を達成した。
- 妻が亡くなってからは、これまで140回以上お見合いをした自称「お見合いマニア」である。
- 鮎の釣り場の1つとして京都市・鴨川の四条京阪付近を挙げている。しかし、京都出身の紳助は京都の随一の繁華街で釣りをしている人を見たことがないと信じられない様子だった（実際に鮎の解禁日に鴨川で釣っているシーンをヘキサゴン内で紹介している）。
- 釣りに関しては一緒に行った者より一匹でも多く釣りたいと本人は語る。釣れなかった時の落胆ぶりは「目〜噛んで死にたいわ〜」と表現する。
- 2025年1月4日に死去。同月7日、死去が発表された。85歳没[3]。

## テレビ出演
- クイズ!ヘキサゴンII（フジテレビ）※2008年の最盛期に月に1 - 2回出演していた。
- THE フィッシング　この番組のHPでは「むらたまん」と表記されている。
- 松紳
- クイズ!紳助くん
- 探偵!ナイトスクープ

## 出演作品

### VHS
- アオリイカ ヤエン水中学 (2001年10月10日、つり人社) ISBN 4-88536-897-9
- 全国鮎釣満友記シリーズ 9 兵庫県 揖保川 (フィッシュマン)
- 全国鮎釣満友記シリーズ 9 岐阜県 馬瀬川 (フィッシュマン)
- 鮎釣満友記特別編 平成の鮎を斬る! (フィッシュマン)
- 村田満 友釣り最新極意 メタル0.03の威力 (ダイワ)
- 「鋭角釣法」
- オモリ釣り奥秘
- 村田満の最新　誰でも釣れる入れ掛り仕掛け